# Sporoxeia ochthocharioides
Sporoxeia ochthocharioides är en tvåhjärtbladig växtart som beskrevs av Carlo Hansen. Sporoxeia ochthocharioides ingår i släktet Sporoxeia och familjen Melastomataceae. Inga underarter finns listade i Catalogue of Life.